# Intel Xeon (Skylake)
Die Intel-Xeon-Serie auf Basis der Intel-Skylake-Mikroarchitektur ist eine Familie von 64-Bit-Mikroprozessoren für Server und Workstations aus der Xeon-Reihe von Intel. Diese Mehrkernprozessoren mit vier (E3) bis 28 (SP) Kernen stellen die Nachfolger der Intel-Broadwell-Mikroarchitektur-basierten Intel-Xeon-Broadwell-Prozessoren dar.
Die Xeons der Skylake-Generation sind bis Juni 2016 nur in der Einsockel-Workstationvariante (genannt E3-v5) erschienen. Diese Modelle unterscheiden sich von den Core-CPUs der Skylake-Generation hauptsächlich durch die Unterstützung von ECC-Hauptspeicher.
Die NUMA-Serverprozessoren der „Scalable Processor“ genannten Baureihe sind im Juli 2017 erschienen und unterscheiden sich im internen Aufbau der Kerne (u. a. AVX-512-Unterstützung), Anzahl der Speicherkanäle, Sockel und anderen Punkten vom E3-v5. Eine Abwandlung dieser Server-Baureihe für den Desktopmarkt mit vier Hauptspeicherkanälen ist die Intel-Core-i9-7xxx-Baureihe, die entgegen der führenden „7“ in der Modellnummer nicht zur Intel-Kaby-Lake-Mikroarchitektur gehört und auch Skylake-X genannt wird.

## Modellparameter
Es existiert eine Vielzahl von Modellen. Die Haupt-Parameter sind:
- Die erste Ziffer des vierstelligen Produktcodes gibt an, wie viele Prozessoren dieses Typs auf einer Hauptplatine parallel genutzt werden können (Anzahl der Sockel im Gegensatz zu Anzahl Cores).
- Taktfrequenz (geht direkt in die Single-Task-Leistung ein und ist für viele Programme leistungsbestimmend)
- Cachegröße (erhöht den Datendurchsatz)
- Anzahl Cores (erhöht die Anzahl der gleichzeitig bearbeitbaren Tasks)
- Thermal Design Power: Verlustleistung, begrenzt den Einsatzzweck, je höher, desto größer müssen Kühlsystem und Spannungsversorgung dimensioniert sein, geht mit der Taktfrequenz, der Anzahl der Cores und der Größe des Caches in die Höhe. Die Modelle mit einem „L“ hinter dem vierstelligen Produktcode sind Low Power-Versionen mit geringerem Energieverbrauch für Microserver
- integrierte GPU: nur für Workstations mit geringer 3D-Grafikleistung interessant (siehe auch Intel HD Graphics)

## E3-Modelle
Die verfügbaren Intel-Chipsätze C236, C234 und C232 für Xeon E3-12xx v5 bieten acht* SATA-6G Ports und bis zu 20 PCI-E-3.0-Lanes.
Die Verbindung von Chipsatz zur CPU bildet ein DMI, welches hier in der Version 3.0 mit 8 GT/s per Lane und vier Lanes auf 4 GB/sec Übertragungsleistung kommt.
Erstmals in der Xeon-Reihe erscheinen E3-15xx-v5-Modelle für sogenannte „mobile Workstations“ (Mobilrechner) mit dem Lötsockel BGA1440.

| Produktcode | L3-Cache | Freq.   | Release | Cores | TDP  | integrierte GPU               |
| ----------- | -------- | ------- | ------- | ----- | ---- | ----------------------------- |
| E3-1280 v5  | 8 MB     | 3,7 GHz | Q4'15   | 04    | 80 W | –                             |
| E3-1270 v5  | 8 MB     | 3,6 GHz | Q4'15   | 04    | 80 W | –                             |
| E3-1240 v5  | 8 MB     | 3,5 GHz | Q4'15   | 04    | 80 W | –                             |
| E3-1230 v5  | 8 MB     | 3,4 GHz | Q4'15   | 04    | 80 W | –                             |
| E3-1220 v5  | 8 MB     | 3,0 GHz | Q4'15   | 04    | 80 W | –                             |
| E3-1260L v5 | 8 MB     | 2,9 GHz | Q4'15   | 04    | 45 W | –                             |
| E3-1240L v5 | 8 MB     | 2,1 GHz | Q4'15   | 04    | 25 W | –                             |
| E3-1275 v5  | 8 MB     | 3,6 GHz | Q4'15   | 04    | 80 W | Intel HD Graphics P530        |
| E3-1245 v5  | 8 MB     | 3,5 GHz | Q4'15   | 04    | 80 W | Intel HD Graphics P530        |
| E3-1225 v5  | 8 MB     | 3,3 GHz | Q4'15   | 04    | 80 W | Intel HD Graphics P530        |
| E3-1535M v5 | 8 MB     | 2,9 GHz | Q3'15   | 04    | 45 W | Intel HD Graphics P530        |
| E3-1505M v5 | 8 MB     | 2,8 GHz | Q3'15   | 04    | 45 W | Intel HD Graphics P530        |
| E3-1268L v5 | 8 MB     | 2,4 GHz | Q4'15   | 04    | 35 W | Intel HD Graphics P530        |
| E3-1235L v5 | 8 MB     | 2,0 GHz | Q4'15   | 04    | 25 W | Intel HD Graphics P530        |
| E3-1505L v5 | 8 MB     | 2,0 GHz | Q4'15   | 04    | 25 W | Intel HD Graphics P530        |
| E3-1585 v5  | 8 MB     | 3,5 GHz | Q2'16   | 04    | 65 W | Intel Iris™ Pro Graphics P580 |
| E3-1575M v5 | 8 MB     | 3,0 GHz | Q1'16   | 04    | 45 W | Intel Iris™ Pro Graphics P580 |
| E3-1585L v5 | 8 MB     | 3,0 GHz | Q2'16   | 04    | 45 W | Intel Iris™ Pro Graphics P580 |
| E3-1545M v5 | 8 MB     | 2,9 GHz | Q1'16   | 04    | 45 W | Intel Iris™ Pro Graphics P580 |
| E3-1515M v5 | 8 MB     | 2,8 GHz | Q1'16   | 04    | 45 W | Intel Iris™ Pro Graphics P580 |
| E3-1565L v5 | 8 MB     | 2,5 GHz | Q2'16   | 04    | 35 W | Intel Iris™ Pro Graphics P580 |
| E3-1578L v5 | 8 MB     | 2,0 GHz | Q2'16   | 04    | 45 W | Intel Iris™ Pro Graphics P580 |
| E3-1558L v5 | 8 MB     | 1,9 GHz | Q2'16   | 04    | 45 W | Intel Iris™ Pro Graphics P580 |

## Xeon Scalable Processor
| Xeon Scalable Processors                | Bronze                | Silver           | Gold               | Gold               | Platinum           |
| Xeon Scalable Processors                | 3xxx                  | 4xxx             | 5xxx               | 6xxx               | 8xxx               |
| --------------------------------------- | --------------------- | ---------------- | ------------------ | ------------------ | ------------------ |
| Maximale Anzahl Kerne                   | 08                    | 12               | 14                 | 22                 | 28                 |
| Höchste Frequenz @Kerne/Verlustleistung | 1700 MHz 08C/085 W    | 2200 MHz 10C/85W | 3600 MHz 04C/105 W | 3400 MHz 06C/115 W | 3600 MHz 04C/105 W |
| Max. Anzahl Sockel                      | 2                     | 2                | 4                  | 4                  | 8                  |
| Anz. Ultra Path Interconnect (UPI)      | 2                     | 2                | 2                  | 3                  | 3                  |
| UPI-Geschwindigkeit                     | 09,6 GT/s             | 09,6 GT/s        | 10,4 GT/s          | 10,4 GT/s          | 10,4 GT/s          |
| AVX-512                                 | 1 FMA                 | 1 FMA            | 1 FMA              | 2 FMA              | 2 FMA              |
| Hauptspeichertakt (DDR4)                | 2133 MHz              | 2400 MHz         | 2400 MHz           | 2666 MHz           | 2666 MHz           |
| Max. Speicherausbau je Sockel           | 768 GB                | 768 GB           | 768 GB             | 768/1536 GB        | 768/1536 GB        |
| Sonstiges                               | Kein Hyper- Threading |                  |                    | mit Omni-Path      | mit Omni-Path      |

Die Xeon Scalable Processor (SP) genannten Modelle bilden zusammen mit passenden Motherboards die von Intel sogenannte Purley-Server-Plattform.
Vor dem offiziellen Erscheinen wurden diese Modelle als Skylake-EP/EX-Prozessoren bezeichnet.
Entsprechende Systemplatinen wurden bereits auf der Computex 2016 gezeigt. Entsprechende CPU erschienen im Sommer 2017.
Diese Server-Plattform wird voraussichtlich auch die darauffolgende Xeon-Generation der Cascade Lake Serie aufnehmen können (Sockelkompatibilität).
Intel startet die neue Generation von NUMA-Serverprozessoren im Juli 2017, es wird ein neues Namensschema eingeführt, die bisherigen Bezeichnungen E5- und E7 gibt es nicht mehr, stattdessen „Edelmetallklassen“ Platinum, Gold, Silber und Bronze:
1. Der vierstellige Produktcode korreliert mit den „Edelmetallklassen“ in der ersten Stelle: Platinum = 8, Gold = 6 oder 5, Silber = 4, Bronze = 3
2. Die zweite Stelle steht für die Prozessorgeneration und ist damit für Xeon Skylake immer gleich „1“!
3. Die dritte und vierte Stelle kennzeichnet die Variante
4. zusätzlich können Kennzeichnungen mit T, M und F folgen, wobei T für zehn Jahre Lieferbarkeit, M für erhöhten Speicherausbau auf 1536 GB (128 GB DIMMs) pro Sockel und F für integrierte Omni-Path-Schnittstelle stehen.[5]

Wie auch schon bei den vorangegangenen Generationen gibt es drei „Die“- oder Chip-Fertigungs-Varianten:
- Extreme Core Count (XCC): Kerne in 5×6-Anordnung, max. 28 Cores, drei UPI-Verbindungen
- High Core Count (HCC): Kerne in 4×5-Anordnung, max. 18 Cores, zwei UPI-Verbindungen
- Low Core Count (LCC): Kerne in 3×4-Anordnung, max. zehn Cores, zwei UPI-Verbindungen

Die Verkaufsvarianten werden durch Test und Selektion aus diesen Varianten gewonnen, defekte Kerne gegf. abgeschaltet.
Als wesentliche Eigenschaften der Purley Serverplattform werden angegeben:
- Sechs DDR4-Speicherkanäle mit ECC-Unterstützung und höheren Frequenzen (DDR4-2667), die Speicherbandbreite steigt damit um etwa 50 %, der maximale Speicherausbau mit 128-GB-DIMM-Modulen ebenfalls auf 768 GB bzw. 1536 GB bei den M-Varianten.
- wegen der gesteigerten Anzahl von Speicherkanälen ist ein neuer Sockel erforderlich, der auch schon beim Xeon Phi zum Einsatz kommt: Sockel 3647, auch P3 genannt.
- Die Verbindung zwischen den CPUs wird durch UPI-Verbindungen realisiert, vermutlich eine erweiterte Version von QPI mit 9.6 und 10.4 GT/s
- Die Anzahl der PCI-E-Kanäle je CPU wird gesteigert: 48 × PCI-E 3.0
- die Peripherie wird über eine schnellere Version des Direct Media Interfaces, DMI-Version 3, angebunden
- Die Peripherie, angebunden über den mit Codenamen genannten Lewisburg PCH (Platform Controller Hub) soll vier 10-GBit-Ethernet-Links enthalten und 20 PCI-E-3.0-Lanes (Chipsets C622-C628, siehe Plattform Brief)
- Im Unterschied zu den früheren Xeon-Architekturen mit Ring-Bus sind die Kerne mit Bus-Verbindungen in Netz- oder Maschenanordnung verbunden, je weiter die Cores voneinander entfernt sind, desto höher sind die Wartezeiten.
- Die Cachegrößen sind deutlich gegenüber der Broadwell-Generation geändert worden: Während der Level-2-Cache auf 1 MB/Kern gegenüber Broadwell vervierfacht wurde, sind jetzt nur noch 1,375 MB Level-3-Cache/Kern eingebaut (Broadwell: 2,5 MB), ein Teil des Caches ist also vom gemeinsam genutzten Bereich (genannt „Uncore“) in den Kern-Bereich (2nd Level Cache) gewandert.
- Die Prozessorkerne unterstützen die Befehlserweiterung AVX-512, aber mit anderen Teilbefehlssätzen als die bislang einzige CPU mit AVX-512, Xeon Phi x200 (dieser unterstützt Intel AVX-512 Foundational Instructions (AVX-512F), Conflict Detection Instructions (AVX-512CD), Exponential and Reciprocal Instructions (AVX-512ER) und Prefetch Instructions (AVX-512PF)), Xeon SP Skylake unterstützt AVX-512F, AVX-512CD, AVX-512PF, AVX-512BW, man kann also nicht von Code-Compatibilität zwischen diesen Prozessoren ausgehen
- Es sind Varianten mit integrierten Omni-Path-Verbindungen erhältlich.

Abbildung: Blockschaltbild eines Xeon-SP-2-Sockel-Systems.
| Name                          | Release | Anzahl Kerne | Max. Turbo Freq. | Base Freq. | Last Level Cache | TDP (W) |
| ----------------------------- | ------- | ------------ | ---------------- | ---------- | ---------------- | ------- |
| Xeon Platinum 8180M Processor | Q3'17   | 28           | 3,80 GHz         | 2,50 GHz   | 38,5 MB L3       | 205     |
| Xeon Platinum 8180 Processor  | Q3'17   | 28           | 3,80 GHz         | 2,50 GHz   | 38,5 MB L3       | 205     |
| Xeon Platinum 8176M Processor | Q3'17   | 28           | 3,80 GHz         | 2,10 GHz   | 38,5 MB L3       | 165     |
| Xeon Platinum 8176F Processor | Q3'17   | 28           | 3,80 GHz         | 2,10 GHz   | 38,5 MB L3       | 165     |
| Xeon Platinum 8176 Processor  | Q3'17   | 28           | 3,80 GHz         | 2,10 GHz   | 38,5 MB L3       | 165     |
| Xeon Platinum 8170M Processor | Q3'17   | 26           | 3,70 GHz         | 2,10 GHz   | 35,75 MB L3      | 165     |
| Xeon Platinum 8170 Processor  | Q3'17   | 26           | 3,70 GHz         | 2,10 GHz   | 35,75 MB L3      | 165     |
| Xeon Platinum 8168 Processor  | Q3'17   | 24           | 3,70 GHz         | 2,70 GHz   | 33 MB L3         | 205     |
| Xeon Platinum 8164 Processor  | Q3'17   | 26           | 3,70 GHz         | 2,00 GHz   | 35,75 MB L3      | 150     |
| Xeon Platinum 8160T Processor | Q3'17   | 24           | 3,70 GHz         | 2,10 GHz   | 33 MB L3         | 150     |
| Xeon Platinum 8160M Processor | Q3'17   | 24           | 3,70 GHz         | 2,10 GHz   | 33 MB L3         | 150     |
| Xeon Platinum 8160F Processor | Q3'17   | 24           | 3,70 GHz         | 2,10 GHz   | 33 MB L3         | 150     |
| Xeon Platinum 8160 Processor  | Q3'17   | 24           | 3,70 GHz         | 2,10 GHz   | 33 MB L3         | 150     |
| Xeon Platinum 8158 Processor  | Q3'17   | 12           | 3,70 GHz         | 3,00 GHz   | 24,75 MB L3      | 150     |
| Xeon Platinum 8156 Processor  | Q3'17   | 4            | 3,70 GHz         | 3,60 GHz   | 16,5 MB L3       | 105     |
| Xeon Platinum 8153 Processor  | Q3'17   | 16           | 2,80 GHz         | 2,00 GHz   | 22 MB L3         | 125     |
| Xeon Gold 6154 Processor      | Q3'17   | 18           | 3,70 GHz         | 3,00 GHz   | 24,75 MB L3      | 200     |
| Xeon Gold 6152 Processor      | Q3'17   | 22           | 3,70 GHz         | 2,10 GHz   | 30,25 MB L3      | 140     |
| Xeon Gold 6150 Processor      | Q3'17   | 18           | 3,70 GHz         | 2,70 GHz   | 24,75 MB L3      | 165     |
| Xeon Gold 6148F Processor     | Q3'17   | 20           | 3,70 GHz         | 2,40 GHz   | 27,5 MB L3       | 160     |
| Xeon Gold 6148 Processor      | Q3'17   | 20           | 3,70 GHz         | 2,40 GHz   | 27,5 MB L3       | 160     |
| Xeon Gold 6146 Processor      | Q3'17   | 12           | 4,20 GHz         | 3,20 GHz   | 24,75 MB L3      | 165     |
| Xeon Gold 6144 Processor      | Q3'17   | 8            | 4,20 GHz         | 3,50 GHz   | 24,75 MB L3      | 150     |
| Xeon Gold 6142M Processor     | Q3'17   | 16           | 3,70 GHz         | 2,60 GHz   | 22 MB L3         | 160     |
| Xeon Gold 6142F Processor     | Q3'17   | 16           | 3,70 GHz         | 2,60 GHz   | 22 MB L3         | 160     |
| Xeon Gold 6142 Processor      | Q3'17   | 16           | 3,70 GHz         | 2,60 GHz   | 22 MB L3         | 150     |
| Xeon Gold 6140M Processor     | Q3'17   | 18           | 3,70 GHz         | 2,30 GHz   | 24,75 MB L3      | 140     |
| Xeon Gold 6140 Processor      | Q3'17   | 18           | 3,70 GHz         | 2,30 GHz   | 24,75 MB L3      | 140     |
| Xeon Gold 6138T Processor     | Q3'17   | 20           | 3,70 GHz         | 2,00 GHz   | 27,5 MB L3       | 125     |
| Xeon Gold 6138F Processor     | Q3'17   | 20           | 3,70 GHz         | 2,00 GHz   | 27,5 MB L3       | 135     |
| Xeon Gold 6138 Processor      | Q3'17   | 20           | 3,70 GHz         | 2,00 GHz   | 27,5 MB L3       | 125     |
| Xeon Gold 6136 Processor      | Q3'17   | 12           | 3,70 GHz         | 3,00 GHz   | 24,75 MB L3      | 150     |
| Xeon Gold 6134M Processor     | Q3'17   | 8            | 3,70 GHz         | 3,20 GHz   | 24,75 MB L3      | 130     |
| Xeon Gold 6134 Processor      | Q3'17   | 8            | 3,70 GHz         | 3,20 GHz   | 24,75 MB L3      | 130     |
| Xeon Gold 6132 Processor      | Q3'17   | 14           | 3,70 GHz         | 2,60 GHz   | 19,25 MB L3      | 140     |
| Xeon Gold 6130T Processor     | Q3'17   | 16           | 3,70 GHz         | 2,10 GHz   | 22 MB L3         | 125     |
| Xeon Gold 6130F Processor     | Q3'17   | 16           | 3,70 GHz         | 2,10 GHz   | 22 MB L3         | 135     |
| Xeon Gold 6130 Processor      | Q3'17   | 16           | 3,70 GHz         | 2,10 GHz   | 22 MB L3         | 125     |
| Xeon Gold 6128 Processor      | Q3'17   | 6            | 3,70 GHz         | 3,40 GHz   | 19,25 MB L3      | 115     |
| Xeon Gold 6126T Processor     | Q3'17   | 12           | 3,70 GHz         | 2,60 GHz   | 19,25 MB L3      | 130     |
| Xeon Gold 6126F Processor     | Q3'17   | 12           | 3,70 GHz         | 2,60 GHz   | 19,25 MB L3      | 135     |
| Xeon Gold 6126 Processor      | Q3'17   | 12           | 3,70 GHz         | 2,60 GHz   | 19,25 MB L3      | 130     |
| Xeon Gold 5122 Processor      | Q3'17   | 4            | 3,70 GHz         | 3,60 GHz   | 16,5 MB L3       | 105     |
| Xeon Gold 5120T Processor     | Q3'17   | 14           | 3,20 GHz         | 2,20 GHz   | 19,25 MB L3      | 105     |
| Xeon Gold 5120 Processor      | Q3'17   | 14           | 3,20 GHz         | 2,20 GHz   | 19,25 MB L3      | 105     |
| Xeon Gold 5119T Processor     | Q3'17   | 14           | 3,20 GHz         | 1,90 GHz   | 19,25 MB L3      | 85      |
| Xeon Gold 5118 Processor      | Q3'17   | 12           | 3,20 GHz         | 2,30 GHz   | 16,5 MB L3       | 105     |
| Xeon Gold 5115 Processor      | Q3'17   | 10           | 3,20 GHz         | 2,40 GHz   | 13,75 MB L3      | 85      |
| Xeon Silver 4116T Processor   | Q3'17   | 12           | 3,00 GHz         | 2,10 GHz   | 16,5 MB L3       | 85      |
| Xeon Silver 4116 Processor    | Q3'17   | 12           | 3,00 GHz         | 2,10 GHz   | 16,5 MB L3       | 85      |
| Xeon Silver 4114T Processor   | Q3'17   | 10           | 3,00 GHz         | 2,20 GHz   | 14 MB L3         | 85      |
| Xeon Silver 4114 Processor    | Q3'17   | 10           | 3,00 GHz         | 2,20 GHz   | 13,75 MB L3      | 85      |
| Xeon Silver 4112 Processor    | Q3'17   | 4            | 3,00 GHz         | 2,60 GHz   | 8,25 MB L3       | 85      |
| Xeon Silver 4110 Processor    | Q3'17   | 8            | 3,00 GHz         | 2,10 GHz   | 11 MB L3         | 85      |
| Xeon Silver 4109T Processor   | Q3'17   | 8            | 3,00 GHz         | 2,00 GHz   | 11 MB L3         | 70      |
| Xeon Silver 4108 Processor    | Q3'17   | 8            | 3,00 GHz         | 1,80 GHz   | 11 MB L3         | 85      |
| Xeon Bronze 3106 Processor    | Q3'17   | 8            | 1,70 GHz         |            | 11 MB L3         | 85      |
| Xeon Bronze 3104 Processor    | Q3'17   | 6            | 1,70 GHz         |            | 8,25 MB L3       | 85      |

## Xeon W
Intel kündigt im August 2017 eine weitere (nach Skylake-X alias Core-i9) Ableitung der Scalable-Processor-Familie an: Prozessorvarianten für Ein-Sockel-Systeme mit vier bis 18 Kernen ohne UPI-Verbindungen. Wie die Core-i9-7xxx-Varianten (Skylake-X) besitzen diese Prozessoren vier DDR-4-Hauptspeicherkanäle und den Sockel 2066, unterstützen aber bis zu 512 GByte ECC-Speicher. Sie werden positioniert als Prozessoren für Hochleistungs-Workstations.
Für diese Prozessoren wird ein neuer Chipsatz „C422“ vorgestellt, der wiederum fast baugleich mit dem Chipsatz X299 für die Core-i9-7xxx-Prozessoren ist: Hauptunterschied ist eine neuere Intel Management Engine 11.10.
| Produkt- name | Release | Cores | max. Turbo Freq. | Base Freq. | TDP   | Cache     | Bemerkungen                                     |
| ------------- | ------- | ----- | ---------------- | ---------- | ----- | --------- | ----------------------------------------------- |
| W-2102        | Q3'17   | 04    |                  | 2,90 GHz   | 120 W | 8,25 MiB  | kein Hyperthreading                             |
| W-2104        | Q3'17   | 04    |                  | 3,20 GHz   | 120 W | 8,25 MiB  | kein Hyperthreading                             |
| W-2123        | Q3'17   | 04    |                  | 3,60 GHz   | 120 W | 8,25 MiB  |                                                 |
| W-2125        | Q3'17   | 04    | 4,50 GHz         | 4,00 GHz   | 120 W | 8,25 MiB  |                                                 |
| W-2133        | Q3'17   | 06    | 3,90 GHz         | 3,60 GHz   | 140 W | 8,25 MiB  |                                                 |
| W-2135        | Q3'17   | 06    | 4,50 GHz         | 3,70 GHz   | 140 W | 8,25 MiB  |                                                 |
| W-2145        | Q3'17   | 08    | 4,50 GHz         | 3,70 GHz   | 140 W | 11 MiB    |                                                 |
| W-2150B       | Q4'17   | 10    | 4,50 GHz         | 3,00 GHz   | 120W  | 13,75 MiB | OEM-CPU für den Apple iMac Pro (2017)           |
| W-2155        | Q3'17   | 10    | 4,50 GHz         | 3,30 GHz   | 140W  | 13,75 MiB | bis hier basierend auf dem Low Core Count-„Die“ |
| W-2175        | Q3'17   | 14    | 4,30 GHz         | 2,50 GHz   | 140W  | 19,25 MiB | ab hier basierend auf dem High Core Count-„Die“ |
| W-2195        | Q3'17   | 18    | 4,30 GHz         | 2,30 GHz   | 140W  | 24,75 MiB |                                                 |

Ende Januar 2019 erscheint ein Xeon W-3175-X Prozessor. Dieser entspricht weitgehend den Spitzenmodellen aus der Xeon Scalable Processors-Baureihe mit 28 Kernen.
Er verfügt über keine UPI-Links und ist damit auf 1-Sockel-Maschinen begrenzt, hat aber wie die Scalable Processors 6 DDR4-Hauptspeicherkanäle und den Sockel 3647, weswegen er auch nicht auf Motherboards der bisherigen Xeon W-Baureihe passt. Im Gegensatz zur Namensgleichheit mit "Xeon W" startet er damit eine neue, die 3. von den Scalable-Processors abgeleitete Baureihe. Taktfrequenz und TDP liegen gegenüber den Scalable Processors höher.
Der Hauptgrund für seine Existenz dürfte der AMD Ryzen Threadripper 2990WX Prozessor sein, den er in der Leistung leicht übertrifft.

## Xeon D 21xx
Im Februar 2018 bringt Intel eine Aktualisierung der ersten Xeon-D-15xx-Reihe, die auf der Broadwell-Architektur basierte. Diese Xeon D21xx genannten Modelle haben wieder einen (neuen) Lötsockel (BGA2518) und einen im Prozessor-Package integrierten Chipsatz (den Leistungsdaten nach verschiedene Lewisburg-Varianten (C62x)), diesmal aber vier DDR4-Hauptspeicherkanäle mit bis zu acht DIMM-Modulen und unterstützen bis zu 512 GB RAM, diese sind damit bis auf Sockel und Chipsatz baugleich mit den Xeon-W-Varianten und die dritte Wiederverwendung der Skylake-Scalable-Prozessor-Baureihe.
Die Xeon D-21xx Varianten liegen in ihrer Ausstattung und Leistungsfähigkeit deutlich über der ersten Generation, deshalb ist die Einstufung für „Microserver“ bzw. jetzt „Edgeserver“ genannten kleineren Maschinen fraglich. Der Einsatzzweck wird hauptsächlich durch die Ausbaufähigkeit der Hauptplatinen begrenzt und es gibt neben kleinen Hauptplatinen im Flex ATX und Mini-ITX-Format von Supermicro zum Erscheinungstermin auch größere im ATX-Format von Gigabyte.
Bedeutung der Codebuchstaben bei den Modellnamen:
- I = Integrated Ethernet
- T = High Temperature up to 90 Grad Celsius
- N = Integrated Ethernet and QuickAssist

| Modellname    | Release | Kerne | Turbo Freq. | Base Freq. | L3 Cache | TDP   | Ethernet  |
| ------------- | ------- | ----- | ----------- | ---------- | -------- | ----- | --------- |
| Xeon D-2191   | ?       | 18    | 2,20 GHz    | 1,60 GHz   | 25 MB    | 86 W  | –         |
| Xeon D-2161I  | Q1'18   | 12    | 3,00 GHz    | 2,20 GHz   | 16,5 MB  | 90 W  | 4 × 10 GB |
| Xeon D-2141I  | Q1'18   | 8     | 3,00 GHz    | 2,20 GHz   | 11 MB    | 65 W  | 4 × 10 GB |
| Xeon D-2187NT | Q1'18   | 16    | 3,00 GHz    | 2,00 GHz   | 22 MB    | 110 W | 4 × 10 GB |
| Xeon D-2177NT | Q1'18   | 14    | 3,00 GHz    | 1,90 GHz   | 19 MB    | 105 W | 4 × 10 GB |
| Xeon D-2166NT | Q1'18   | 12    | 3,00 GHz    | 2,00 GHz   | 17 MB    | 85 W  | 4 × 10 GB |
| Xeon D-2146NT | Q1'18   | 8     | 3,00 GHz    | 2,30 GHz   | 11 MB    | 80 W  | 4 × 10 GB |
| Xeon D-2145NT | Q1'18   | 8     | 3,00 GHz    | 1,90 GHz   | 11 MB    | 65 W  | 4 × 10 GB |
| Xeon D-2183IT | Q1'18   | 16    | 3,00 GHz    | 2,20 GHz   | 22 MB    | 100 W | 4 × 10 GB |
| Xeon D-2173IT | Q1'18   | 14    | 3,00 GHz    | 1,70 GHz   | 19 MB    | 70 W  | 4 × 10 GB |
| Xeon D-2163IT | Q1'18   | 12    | 3,00 GHz    | 2,10 GHz   | 17 MB    | 75 W  | 4 × 10 GB |
| Xeon D-2143IT | Q1'18   | 8     | 3,00 GHz    | 2,20 GHz   | 11 MB    | 65 W  | 4 × 10 GB |
| Xeon D-2142IT | Q1'18   | 8     | 3,00 GHz    | 1,90 GHz   | 11 MB    | 65 W  | 4 × 10 GB |
| Xeon D-2123IT | Q1'18   | 4     | 3,00 GHz    | 2,20 GHz   | 8 MB     | 60 W  | 4 × 10 GB |

## Gegenüberstellung Xeon D – Xeon W – Core-X – Scalable Processors
|                   | Intel             | Intel            | Intel         | Intel             | AMD                 | AMD           | AMD           |
| Xeon SP           | Xeon W            | Core-X (Skylake) | Xeon D-21xx   | Epyc 7001         | Epyc 3001           | Threadripper  |               |
| ----------------- | ----------------- | ---------------- | ------------- | ----------------- | ------------------- | ------------- | ------------- |
| Sockel            | 1–8 × Sockel 3647 | Sockel 2066      | Sockel 2066   | Lötsockel BGA2518 | 1–2 × SP3 (LGA4094) | SP3 (LGA4094) | TR4 (LGA4094) |
| Cores             | 4–28              | 4–18             | 6–18          | 4–18              | 8–32                | 4–16          | 8–16          |
| Takt (GHz)        | bis 2,7/3,7       | bis 4,5/3,7      | 4,0/4,3       | bis 2,3/3,0       | bis 2,4/3,2         | ?/?           | 3,8/4,0       |
| RAM (GByte, max.) | 1536/Sockel, ECC  | 512, ECC         | 128, kein ECC | 512, ECC          | 2048/Sockel, ECC    | 1024          | 128, ???      |
| Anz. RAM-Kanäle   | 6 × DDR4          | 4 × DDR4         | 4 × DDR4      | 4 × DDR4          | 8 × DDR4            | 4 × DDR4      | 4 × DDR4      |
| L3 Cache (MB)     | 8,25–38,5         | 8,25–24,75       | 8,25–24,75    | 8–25              | 32–64               | 8–16          | 32            |
| TDP (W)           | 70–205            | 120–140          | 140–165       | 60–110            | 120–180             | 35–100        | 140–180       |
| AVX               | 2 × AVX-512       | 2 × AVX-512      | 2 × AVX-512   | 1 × AVX-512       |                     |               | 1 × AVX2      |
| PCIe-3.0-Lanes    | 48                | 44               | 28–44         | 32                | 128                 | 32–64         | 64            |
| Chipsatz          | C620-Serie        | C422             | X299          | C620-Serie        |                     |               | X399          |

Zu erkennen ist, dass sowohl bei Xeon W als auch bei Xeon D und Skylake-X Funktionen der Scalable-Processor-Baureihe entfernt wurden. Alle drei Ableitungen können die verkauften Stückzahlen erhöhen und den Ausschuss verringern, da Prozessoren, welche die Spezifikationen der oberen Baureihen nicht erfüllen, teilweise noch in den abgeleiteten Baureihen verwendet werden können. Da Xeon W, Xeon D und Core-i9-7xxx für Ein-Sockel-Systeme gedacht sind, werden auch die UPI- und OPA-Links nicht verwendet, ebenso nur vier der sechs DDR4-Hauptspeicherkanäle. Dadurch wird die Verwendung eines kleineren Sockel 2066 bzw. BGA2518 möglich, der die Kosten für die Hauptplatinen senkt. Die Abwärme (TDP) bleibt allerdings in der Größenordnung der Scalable-Prozessors, da die gleichen „Dies“ zugrunde liegen, die mit ähnlichen Frequenzen betrieben werden.
Der Konkurrenzprozessor AMD-Threadripper ist in seinen Funktionen direkt vergleichbar mit den beiden abgeleiteten Baureihen. In keinen der Prozessoren sind Grafikeinheiten integriert.
Xeon W ist eher der Nachfolger für Xeon E3-1xxx v5 und v6, da er mehr Kerne, mehr Hauptspeicher und AVX-512-Instruktionen bietet, benötigt aber andere Hauptplatinen.